# Renat Saídov
Renat Malikovich Saídov –en ruso, Ренат Маликович Саидов– (Stávropol, 29 de septiembre de 1988) es un deportista ruso que compitió en judo.
Ganó una medalla de bronce en el Campeonato Mundial de Judo de 2014 y una medalla de bronce en 2015. En los Juegos Europeos de Bakú 2015 consiguió dos medallas de bronce (+100 kg y equipo).

## Palmarés internacional
| Campeonato Mundial | Campeonato Mundial  | Campeonato Mundial | Campeonato Mundial |
| Año                | Lugar               | Medalla            | Categoría          |
| ------------------ | ------------------- | ------------------ | ------------------ |
| 2014               | Cheliábinsk (Rusia) | Medalla de bronce  | +100 kg            |
| Juegos Europeos    |                     |                    |                    |
| Año                | Lugar               | Medalla            | Categoría          |
| 2015               | Bakú (Azerbaiyán)   | Medalla de bronce  | +100 kg            |
| 2015               | Bakú (Azerbaiyán)   | Medalla de bronce  | Equipo             |
| Campeonato Europeo |                     |                    |                    |
| Año                | Lugar               | Medalla            | Categoría          |
| 2015               | Bakú (Azerbaiyán)   | Medalla de bronce  | +100 kg            |